# Terrell Owens
Terrell Eldorado Owens (* 7. Dezember 1973 in Alexander City, Alabama) ist ein ehemaliger US-amerikanischer American-Football-Spieler auf der Position des Wide Receivers. Er spielte 15 Jahre für fünf verschiedene Teams in der National Football League (NFL), acht davon für die San Francisco 49ers.

## Karriere

### San Francisco 49ers
Nachdem Owens für die University of Tennessee in Chattanooga College Football gespielt hatte, wurde er 1996 von den San Francisco 49ers in der dritten Runde als 89. Spieler der NFL Draft ausgewählt. Die nächsten drei Jahre spielte er dort neben Quarterback Steve Young, nach dessen Karriereende 1999 dann mit Jeff Garcia, bevor er 2004 zu den Philadelphia Eagles getradet wurde. Owens wurde fünf Jahre in Folge, von 2000 bis 2004, in den Pro Bowl gewählt.

### Philadelphia Eagles
Mit den Philadelphia Eagles erreichte Owens den Super Bowl, wo sie jedoch den New England Patriots unterlagen. Am 5. November 2005 suspendierten ihn die Philadelphia Eagles für unbestimmte Zeit, nachdem er in einem Interview die Aussage machte, dass die Eagles ungeschlagen in der Saison wären, wenn sie den Quarterback der Green Bay Packers, Brett Favre, anstatt Donovan McNabb hätten. Zudem kritisierte er die Vereinsführung dafür, dass sie seinen 100. Touchdown nicht gewürdigt hatten.
Dies führte dazu, dass Owens am 14. März 2006 von den Philadelphia Eagles entlassen wurde, da die Eagles ihm ansonsten einen im Vertrag festgelegten und mit 5 Millionen US-Dollar dotierten "Roster-Bonus" hätten zahlen müssen.

### Dallas Cowboys
Am 18. März 2006 wurde Owens von den Dallas Cowboys verpflichtet. Er erhielt einen Dreijahresvertrag für 25 Millionen US-Dollar, kurz nachdem die Cowboys Keyshawn Johnson entließen. Owens zählte in dieser Zeit wiederum zu den besten Receivern der Liga und fing jedes Jahr mindestens zehn Touchdowns für jeweils mehr als 1000 Yards Raumgewinn. Am 4. März 2009 wurde er nach drei Jahren von den Dallas Cowboys entlassen.

### Buffalo Bills
Noch in der gleichen Woche schloss er einen Einjahresvertrag mit den Buffalo Bills ab.

### Cincinnati Bengals
Owens erhielt nach dieser Saison bei den Bills von den Cincinnati Bengals einen Einjahresvertrag, nachdem Carson Palmer und Chad Ochocinco für seine Verpflichtung geworben hatten. Medienberichten zufolge erhielt Owens zwei Millionen US-Dollar Festgehalt sowie mögliche zwei Millionen durch Prämien.